# Боудербала, Ибрагим
Ибрагим Боурдербала (араб. إبراهيم بودربالة‎; род. 7 августа 1952, Тунис) — тунисский политический деятель, занимающий должность председателя Ассамблеи народных представителей Туниса с 13 марта 2023 года.
До избрания на эту должность Боудербала был известен как независимый политик. Ассамблея народных представителей является однопалатным парламентом Туниса, состоящим из 217 членов.
В своей политической карьере Боудербала сосредоточен на вопросах национального развития и укрепления демократических институтов в Тунисе.